# Didier Bivel
Didier Bivel est un réalisateur français de télévision et de cinéma, né à Bondy le 27 mai 1963.

## Biographie
Il étudie le cinéma à l'université de Paris 8, avec d'autres étudiants il réalise plusieurs courts métrages dont Juliette, La Nuit des corps, Comme les autres et Bas de plafond. Il complète aussi sa formation en participant à des tournages avec des réalisateurs tels que Maurice Pialat, Jean-Henri Roger et Tony Gatlif.
Il réalise en 2001 son premier long métrage, Fais-moi des vacances, qui remporte plusieurs prix.
À partir de 2002, il réalise plusieurs téléfilms unitaires et séries telles qu’Accusé.
En 2013, il réalise 15 jours ailleurs sur le sujet du burn-out avec Didier Bourdon et Judith Chemla.
En 2015, il réalise Baisers cachés, un téléfilm sur l'homophobie ; à ce jour, ce film a été diffusé en Allemagne, en Belgique, en France et en Suisse. La diffusion sur France 2 a lieu le 17 mai 2017, suivie d'un débat animé par Julian Bugier avec les comédiens, des jeunes, des parents et représentants d'associations.
En décembre 2016, il réalise un téléfilm sur le viol, Parole contre parole.
En 2024, son téléfilm La Fulgurée traite de l’hypermnésie.

## Filmographie

### Comme réalisateur
- 2002 : Fais-moi des vacances (film)
- 2002 : Maman a 16 ans (téléfilm)
- 2003 : La Vie, en gros (téléfilm, d'après le livre de Mikaël Ollivier La Vie, en gros)
- 2004 : L'Inconnue de la départementale (téléfilm)
- 2005 : Le Nègre  de Molière
- 2006 : Je hais les parents (téléfilm)
- 2011 : L'Homme de la situation (série télévisée)
- 2012 : L’as du palace (téléfilm)
- 2013 : 15 jours ailleurs (téléfilm)
- 2014 : Jaune iris (téléfilm)
- 2014 : Accusé (série télévisée, saison 1)
- 2015 : Baisers cachés (téléfilm)
- 2016 : Parole contre parole[4] (téléfilm)
- 2017 : Les Petits Meurtres d'Agatha Christie, épisode 22 : Meurtres en solde
- 2019 : Un homme parfait (téléfilm)
- 2019 : D'un monde à l'autre (téléfilm)
- 2020 : De l’autre côté (téléfilm)
- 2021 : M'abandonne pas (téléfilm)
- 2021 : Mise à nu (téléfilm)
- 2021 : Emma Bovary (téléfilm)
- 2023 : Flair de famille - Rouge sang (téléfilm)
- 2024 : La Fulgurée (téléfilm)
- 2025 : Meurtres à... (collection) : Meurtres à Bussang

## Distinctions
- Festival de Saint-Jean-de-Luz 2001 : Prix du Jury, Prix du public et Chistera d'argent pour Fais-moi des vacances[5]

- Festival de Luchon 2013 : Prix d'interprétation masculine et prix d'interprétation féminine[6]  pour 15 jours ailleurs

- Festival de Luchon 2016 : Prix de la critique[7] pour Baisers cachés
- Festival de Luchon 2019 : Prix du public de la fiction unitaire pour D'un monde à l'autre
- Prix média ENFANCE majuscule 2020 Catégorie Fiction pour Un homme parfait